# Popeni (gmina Brăești)
Popeni – wieś w Rumunii, w okręgu Botoszany, w gminie Brăești. W 2011 roku liczyła 229 mieszkańców.